# IC 2106
IC 2106 је спирална галаксија у сазвјежђу Длијето која се налази на листи објеката дубоког неба у Индекс каталогу.
Деклинација објекта је - 28° 30' 14" а ректасцензија 4h 56m 33,8s. Привидна величина (магнитуда) објекта IC 2106 износи 13,0 а фотографска магнитуда 13,8. Налази се на удаљености од 67,237 милиона парсека од Сунца. IC 2106 је још познат и под ознакама ESO 422-12, MCG -5-12-11, IRAS 04545-2834, PGC 16373.